# Winston Crite
Winston Arnel Crite (Bakersfield, 20 giugno 1965) è un ex cestista statunitense, professionista nella NBA, in Australia, nelle Filippine, in Spagna, Francia e Argentina.

## Carriera
È stato selezionato dai Phoenix Suns al terzo giro del Draft NBA 1987 (53ª scelta assoluta).